# Villahermosa (Tabasco)
Villahermosa (nevének jelentése: „szép város”) Mexikó Tabasco államának fővárosa, a Tabascói egyházmegye püspöki székvárosa. Lakossága 2010-ben körülbelül 354 000 fő volt, de a teljes községben több mint 640 000-en éltek.

## Földrajz

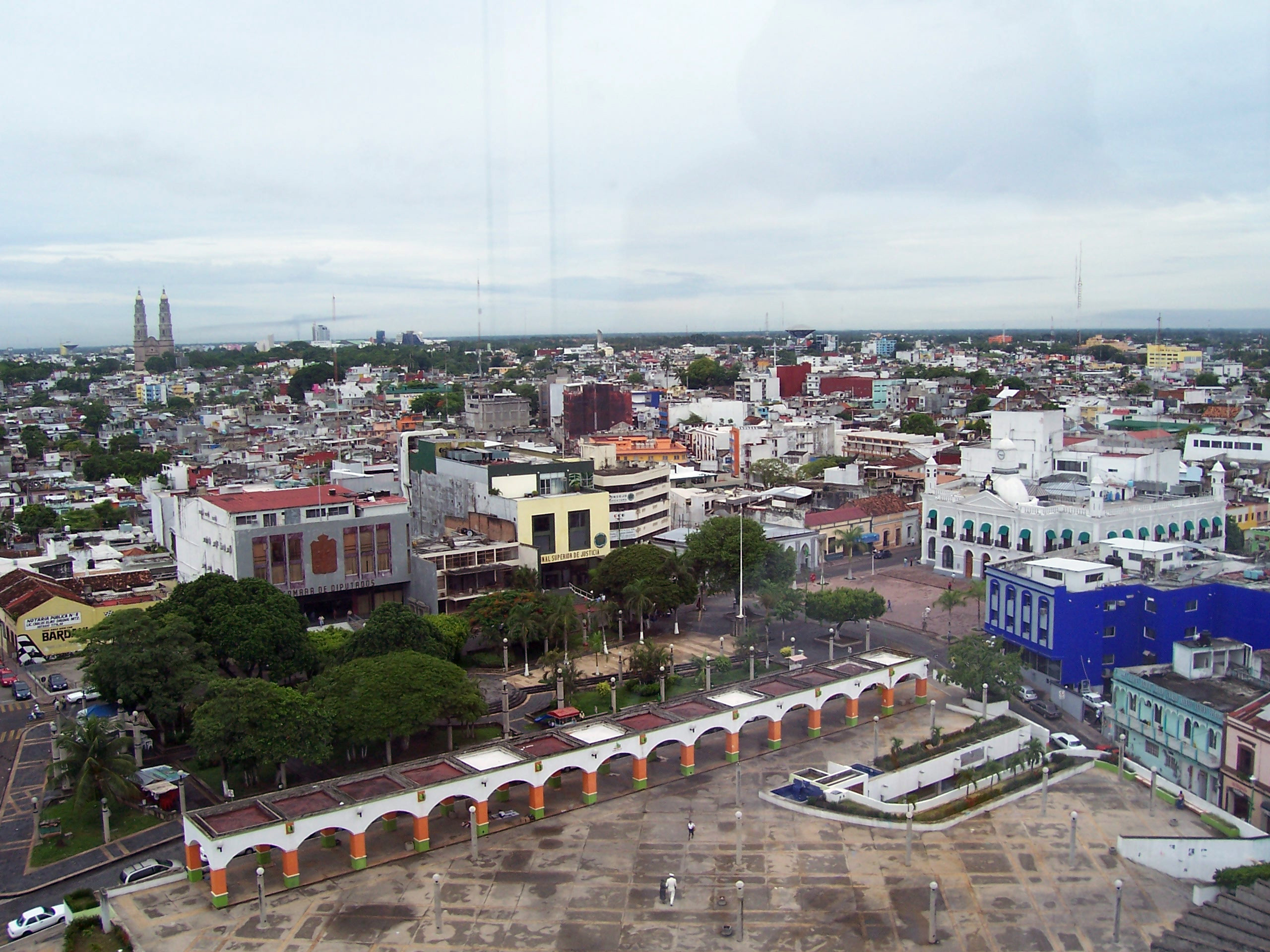
Panoráma Villahermosáról, a kép alján a Plaza de Armas

A város Tabasco állam középpontjától kissé nyugatra, a tenger partjától mintegy 50 km-re fekszik. A környező terület főként legelőkkel, kisebb részben őserdővel borított síkság.

### Éghajlat
A város éghajlata forró és csapadékos. Minden hónapban mértek már legalább 35 °C-os hőséget, a rekord meghaladta a 43 °C-ot is. Az átlagos hőmérsékletek a januári 23,6 és a májusi 29,6 fok között váltakoznak, fagy nem fordul elő. Az évi átlagosan 1960 mm csapadék eloszlására jellemző, hogy a nyári és őszi hónapokban több, tavasszal kevesebb eső hull.
| Hónap                                   | Jan. | Feb. | Már. | Ápr. | Máj. | Jún. | Júl. | Aug. | Szep. | Okt. | Nov. | Dec. | Év   |
| --------------------------------------- | ---- | ---- | ---- | ---- | ---- | ---- | ---- | ---- | ----- | ---- | ---- | ---- | ---- |
| Rekord max. hőmérséklet (°C)            | 38,0 | 38,0 | 41,5 | 43,1 | 43,5 | 41,7 | 40,0 | 40,0 | 38,5  | 37,5 | 38,0 | 35,5 | 43,5 |
| Átlagos max. hőmérséklet (°C)           | 27,9 | 29,2 | 31,9 | 33,9 | 35,1 | 34,4 | 33,9 | 34,0 | 33,0  | 31,2 | 29,8 | 28,3 | 31,9 |
| Átlaghőmérséklet (°C)                   | 23,6 | 24,5 | 26,6 | 28,5 | 29,6 | 29,3 | 28,9 | 28,9 | 28,4  | 27,1 | 25,7 | 24,1 | 27,1 |
| Átlagos min. hőmérséklet (°C)           | 19,3 | 19,7 | 21,3 | 23,1 | 24,2 | 24,2 | 23,8 | 23,8 | 23,8  | 23,0 | 21,5 | 19,9 | 22,3 |
| Rekord min. hőmérséklet (°C)            | 10,5 | 2,4  | 13,0 | 15,0 | 0,0  | 19,0 | 20,0 | 20,0 | 19,5  | 17,0 | 14,0 | 0,9  | 0,0  |
| Átl. csapadékmennyiség (mm)             | 126  | 79   | 50   | 45   | 96   | 209  | 179  | 217  | 328   | 300  | 187  | 145  | 1960 |
| Forrás: Servicio Meteorológico Nacional |      |      |      |      |      |      |      |      |       |      |      |      |      |

## Népesség
A település népessége a közelmúltban folyamatosan növekedett:
| Év   | Lakosság |
| ---- | -------- |
| 1990 | 261 231  |
| 1995 | 301 238  |
| 2000 | 330 846  |
| 2005 | 335 778  |
| 2010 | 353 577  |

## Története
A várost 1596-ban alapították Villa Hermosa de San Juan Bautista néven és évszázadokig semmifele jelentősége nem volt. A város az 1970-es és '80-as években vált gazdaggá, mikor a Mexikói-öbölben olajat találtak.

### Vallás
A lakosságnak 87,1%-a katolikus, kereken 9%-a pedig evangélikus. Villahermosa egyben a Tabascói egyházmegye székhelye is, amelynek központja az eredetileg a 18. században épült (később újjáépített) Señor de Tabasco székesegyház.

## Politika

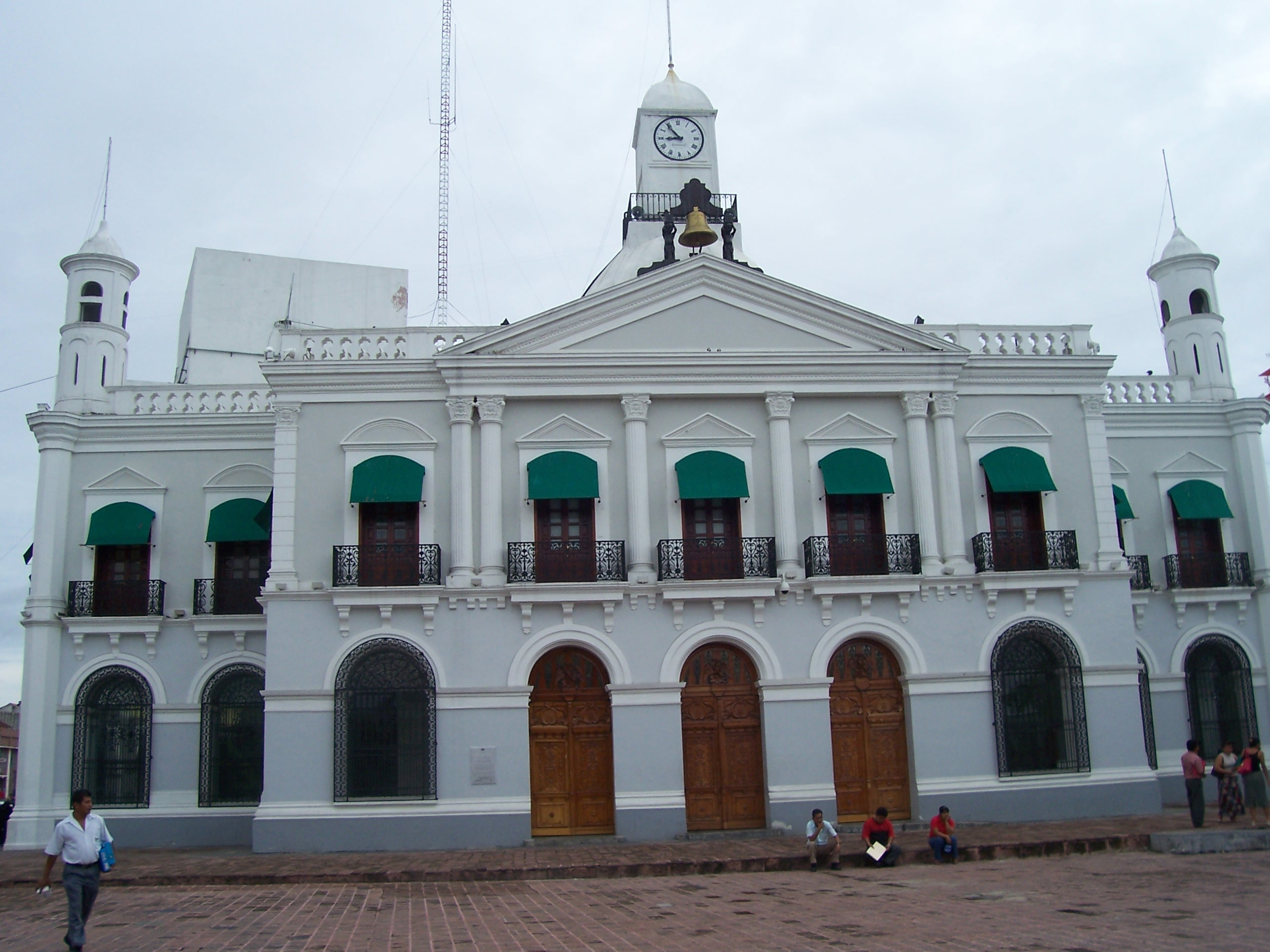
A tabascói kormánypalota

Villahermosa vezetője (községi elnöke) Humberto de los Santos Bertruy.

## Kultúra és látnivalók
Villahermosa az olmékok kulturális kincsei mellett sok látnivalóval rendelkezik, de mindenekelőtt tenger közvetlen közelsége teszi a várost vonzó célponttá a turisták szemében. A város északi részén található Laguna de las Ilusiones nevű tavat is sokan látogatják.

### Múzeumok

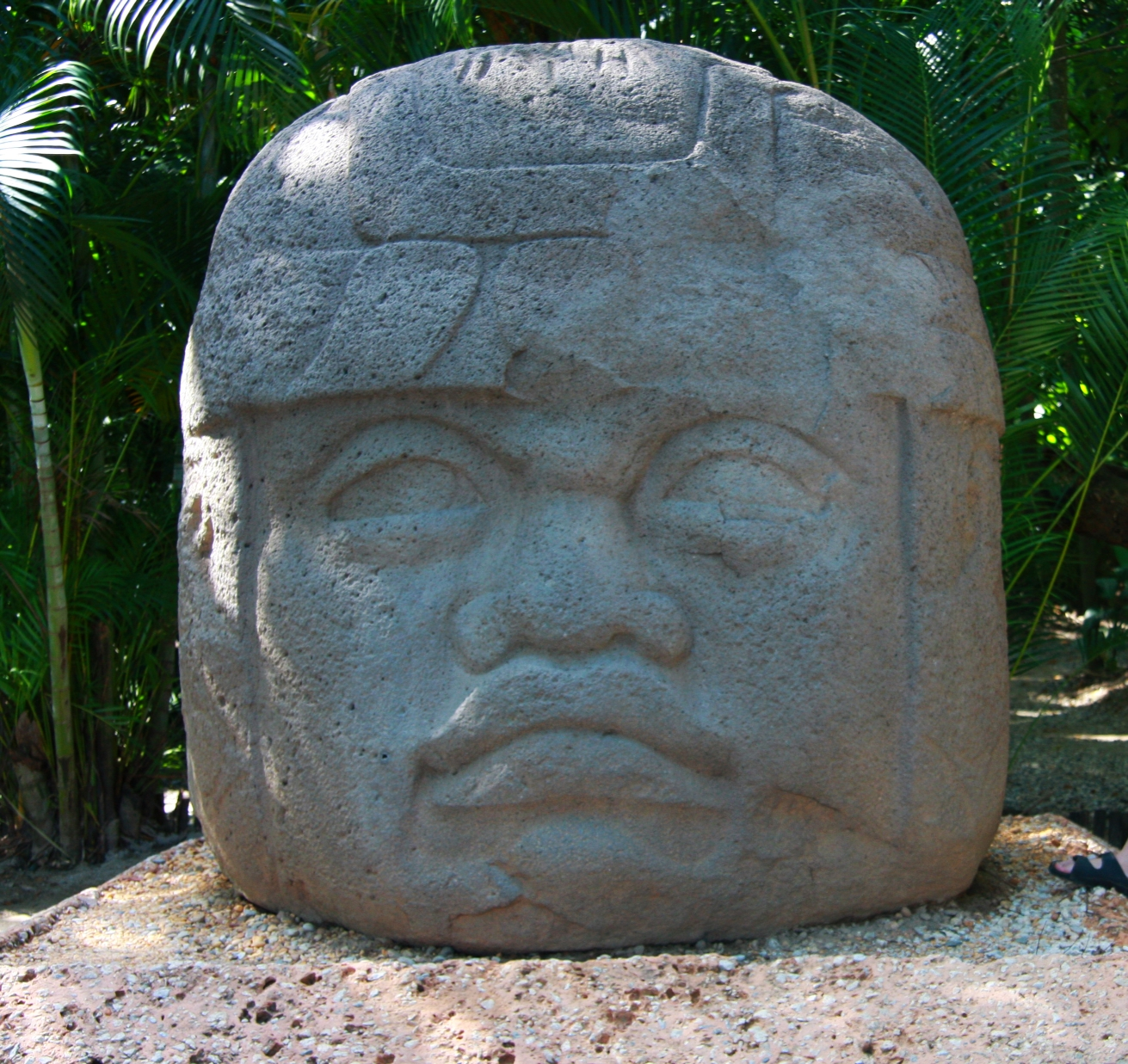
Az olmékfejek bazaltból (La Venta)

A Parque-Museo de La Venta híres skanzen, ahol a La Venta régészeti lelőhely kerül bemutatásra, megemlítendőek itt különösen az olmékoknak tulajdonítható hatalmas bazaltfejek. A skanzen mellett kis állatkert található, ahol főleg papagájokat, tukánokat, kígyókat, krokodilokat és majmokat, valamit egyéb ragadozó állatokat lehet megnézni.
A történelmi belvárosban, a 19. században épített úgynevezett Csempés Házban működik 1985 óta a Tabascói Történelmi Múzeum.

## Gazdaság és infrastruktúra
A mezőgazdasági szektorban dominál a marhatenyésztés valamint a kakaóbab, a banán és a cukornád termesztése. Ezenkívül több petrolkémiai üzem is található a városban. Ezek mellett a turizmuságazat is igen erős a térségben, így Villahermosában is.

### Közlekedés
A városban található nemzeti repülőtérről Mexikóvárosba, Tuxtla Gutiérrezbe, Méridába és Ciudad del Carmenbe lehet eljutni. Emellett a város három buszpályaudvaráról az ország számos nagyvárosába indulnak járatok.